# ピュア島の仲間たち
『ピュア島の仲間たち』（ピュアとうのなかまたち）とは、日本テレビ系列で瑞鷹エンタープライズ製作により放送されたテレビアニメである。放送期間は1983年7月1日から同年12月23日まで、全26話。
文：ステファン・コスグロー、絵：ロビン・ジェームスによる道徳とファンタジーを併せた絵本シリーズ『セレンディピティ物語』（原題：Serendipity）を原作としている。当初は同社の関連組織で劇場版とTVシリーズを構想して製作されたものの中断となっていた作品を再始動し、新規のエピソード16話を足して完成させたものである。
日本ではビデオソフト化がなされておらず視聴が困難なアニメ作品となっているが、フランス・イタリア・スペイン・イランで放送された。また、1989年にフジエイトの滝山正夫がアメリカのen:CelebrityHome Entertainmentに配給し、約90分の総集編として英語吹替のビデオソフト「en:Serendipity the Pink Dragon」として発売された。

## ストーリー
少年コーナは冒険家の両親と南氷洋を調査中、棚氷が割れたことで遭難し、ピンク色の大きな卵とともに南海の孤島ピュア島に漂着した。卵からうまれた海竜セレンディピティと深く心を通わせたコーナは、ピュア島の女王である人魚のローラから島で暮らすことも許され、ピュア島の住人たちとも打ち解ける。だが島の秘宝「人魚の涙」を狙って悪人スマッジ船長が来襲。コーナとセレンディピティ、それにローラほか島の仲間たちは一丸となってピュア島の平和を守る。

## 登場人物
セレンディピティ
声：岡本茉利
コーナ
声：野村道子
本作のメインキャラクターのひとりで、両親の南極探検中の氷の事故で遭難し、ピュア島にたどり着く。
極楽鳥ピラピラ
声：三ツ矢雄二
木の実の精アカナッツ
声：つかせのりこ
ドルフ宰相
声：富山敬
スマッジ船長
声：富田耕生
ピュア島の秘宝「人魚の涙」を狙う海賊で、カラスのマッドラークを相棒としている。
ローラ姫
声：梨羽雪子

### その他のキャラクター
ロング
ピュア島のサメ。
チャップとメッスル
ピュア島に住むトビウオのカップルで、青い方が雄のチャップであり、赤い方が雌のメッスルである。
ヌルヌル
ピュア島のウナギ。
カチカチとプリィ
ピュア島のカニの夫婦。
テンテック
ピュア島の住人たち。
モアイ
ピュア島にある、霊性の高い岩の集団。
シルバー
灯台守で、スマッジ船長とは級友である。

## スタッフ
- プロデューサー：高橋茂人
- 原作 文：ステファン・コスグロー
- 絵：ロビン・ジェームス
- 物語シリーズ構成：松木功
- チーフディレクター：大貫信夫
- アニメーションキャラクター設計：小田部羊一
- 音楽：渡辺岳夫
- 担当プロデューサー：安達登
- 作画監修：富沢和雄 → 岡豊、百瀬義行、小田部羊一
- 美術監督：西芳邦 → 海老沢登代
- 作画：古瀬登、飯村一夫、米川功真、日下部光雄、後藤隆幸、西城隆詞 ほか
- 色指定：獅子丸一平、北村喜久子、黒川恵、井口則子、勝沼まどか
- 撮影：虫プロ、柳沢邦延
- 編集：掛須秀一
- 録音監督：山田悦司
- オープニングアニメーション：ドオタク
- エンディングイラスト：林忠
- 制作担当：若尾博司 → 皆川卓哉
- 制作進行：松田喜明
- 設定制作：今井広美
- 制作協力：シャフト、タマプロダクション、スタジオユニコーン、ドラゴンプロダクション
- 企画・制作：瑞鷹エンタープライズ、協和広告（※オープニング上のクレジット）
- 制作・著作：瑞鷹エンタープライズ（※エンディング上のクレジット）
- ナレーション - 綾崎りっか

## 主題歌
ワーナー・パイオニアがアニメソング制作に進出した最初の作品でもある。
オープニングテーマ - 「ピュア島の仲間たち」
歌 - 原めぐみ / 作詞 - 井沢満 / 作曲 - 渡辺岳夫 / 編曲 - 松山祐士
エンディングテーマ - 「青い海のビギン」
歌 - 佐野翔子 / 作詞 - 山上路夫 / 作曲 - 渡辺岳夫 / 編曲 - 松山祐士

## 挿入歌集
「お喋りバード・ピラピラ」
作詞 - ひのこういち / 作曲 - 渡辺岳夫 / 編曲 - 小六禮次郎 / 歌 - 原めぐみ
「おいでよ海へ」
作詞 - 山川啓介 / 作曲 - 渡辺岳夫 / 編曲 - 小六禮次郎 / 歌 - 光井章夫
「喜びのコーラス」
作詞 - 山上路夫 / 作曲 - 渡辺岳夫 / 編曲 - 青木望 / 歌 - 原めぐみ
「なみだは言葉」
作詞 - 山上路夫 / 作曲 - 渡辺岳夫 / 編曲 - 松山祐士 / 歌 - 佐野翔子
「スマッジのDUBU DUBU DOO!」
作詞 - 井沢満 / 作曲 - 渡辺岳夫 / 編曲 - 松山祐士 / 歌 - 光井章夫
「幸せのたし算」
作詞 - 山川啓介 / 作曲 - 渡辺岳夫 / 編曲 - 小六禮次郎 / 歌 - ミンツ
「コーナのセレナーデ」
作詞 - 山上路夫 / 作曲 - 渡辺岳夫 / 編曲 - 小六禮次郎 / 歌 - 佐野翔子
「少年と海」
作詞 - 山上路夫 / 作曲 - 渡辺岳夫 / 編曲 - 青木望 / 歌 - 原めぐみ
発売：ワーナー・パイオニア（品番：L-1833）
挿入歌を収録したLPアルバム「ピュア島の仲間たち 音楽集」（L-11028）も発売された。
- 1999年5月にエアーズから発売された「ZUIYO アンソロジー 1969-1983」にて主題歌が初CD化された。
- 2015年11月に原めぐみのアルバム「見つめあう恋 コンプリート・シングルズ1980-1991（発売元：ウルトラ・ヴァイブ）」に「ピュア島の仲間たち」と「お喋りバード ピラピラ」の2曲が収録されている。
- 2016年2月に瑞鷹協力のもと、ウルトラ・ヴァイブから「ピュア島の仲間たち 音楽集」として主題歌のオリジナルカラオケを含む全12曲が復刻CD化された[1]。また、「ZUIYO アンソロジー」も収録曲とジャケットデザインを一新のうえ同時発売された。

## 各話リスト
| 話 | 放送日        | サブタイトル         | 脚本       | 絵コンテ   | 演出       | 作画監督 |
| -- | ------------- | -------------------- | ---------- | ---------- | ---------- | -------- |
| 1  | 1983年 7月1日 | 優しの浜辺で誕生     | 鳴子京太   | 日下部光雄 | 尾崎正善   | 百瀬義行 |
| 2  | 7月8日        | ピュア島の女王       | 鳴子京太   | 大貫信夫   | 尾崎正善   | 百瀬義行 |
| 3  | 7月15日       | 妖精たちの海         | 伊東恒久   | 日下部光雄 | 尾崎正善   | 百瀬義行 |
| 4  | 7月22日       | 太陽と仲間たち       | 伊東恒久   | 大貫信夫   | 尾崎正善   | 百瀬義行 |
| 5  | 7月29日       | テンテックは彫刻家   | 鳴子京太   | 日下部光雄 | 日下部光雄 | 百瀬義行 |
| 6  | 8月5日        | 飛び出したピラピラ   | 鳴子京太   | 大貫信夫   | 早川啓二   | 百瀬義行 |
| 7  | 8月12日       | 香りの花裁判         | 鳴子京太   | 日下部光雄 | 尾崎正善   | 百瀬義行 |
| 8  | 8月19日       | ローラ姫の災難       | 鳴子京太   | 大貫信夫   | 早川啓二   | 百瀬義行 |
| 9  | 8月26日       | 矢の飛ぶ屋敷         | 伊東恒久   | 日下部光雄 | 日下部光雄 | 百瀬義行 |
| 10 | 9月2日        | 海の星の囁き         | 伊東恒久   | 大貫信夫   | 早川啓二   | 百瀬義行 |
| 11 | 9月9日        | 夜のスコール         | 中尾寿美子 | 新田義方   | 新田義方   | 水村十司 |
| 12 | 9月16日       | キレレーン村         | 中尾寿美子 | 石崎すすむ | 岡田宇啓   | 富沢和雄 |
| 13 | 9月23日       | 椰子とルビー         | 伊東恒久   | 川崎富男   | 大町繁     | 昆進之介 |
| 14 | 9月30日       | 大会議               | 中尾寿美子 | 横山広行   | 横山広行   | 堀口元気 |
| 15 | 10月7日       | 山も河も海も         | 伊東恒久   | 池内和男   | 岡田宇啓   | 岡豊     |
| 16 | 10月14日      | 人魚の涙             | 中尾寿美子 | 横山広行   | 横山広行   | 上梨一也 |
| 17 | 10月21日      | ミンタの心           | 中尾寿美子 | 新田義方   | 新田義方   | 水村十司 |
| 18 | 10月28日      | 海底のヨット         | 伊東恒久   | 大町繁     | 大町繁     | 昆進之介 |
| 19 | 11月4日       | 南海のセレナード     | 中尾寿美子 | 北條昌子   | 岡田宇啓   | 岡豊     |
| 20 | 11月11日      | 困った問題           | 中尾寿美子 | 吉岡一夫   | 池上和彦   | 上梨一也 |
| 21 | 11月18日      | 空の珊瑚礁           | 伊東恒久   | 伊藤幸松   | 網野哲郎   | 大坂竹志 |
| 22 | 11月25日      | 子供は誰のもの       | 中尾寿美子 | 新田義方   | 新田義方   | 水村十司 |
| 23 | 12月2日       | 水平線の太陽         | 伊東恒久   | 若林常夫   | 井上修     | 岡豊     |
| 24 | 12月9日       | 前代未聞の大事件     | 寺田憲史   | 大町繁     | 大町繁     | 昆進之介 |
| 25 | 12月16日      | スマッジに愛を       | 杉原恵     | 井上修     | 井上修     | 加藤興治 |
| 26 | 12月23日      | 優しいものは運がよい | 伊東恒久   | 北條昌子   | 井上修     | 岡豊     |

※製作形態：カラー16ミリフィルム。
※本放送時放送マザー：テレシネ済、パック化作業済1吋CタイプVTR。
※日本テレビ系本放送（同時ネット局）に限り、本編Bパートラストに「つづく」のビデオテロップが挿入され、予告編冒頭には「ピュア島の仲間たち 予告」のビデオテロップも挿入された。（同時ネット以外のフィルムネット、遅れネット、本放送以後のローカル再放映時などにはそれらのビデオテロップは付加されなかった）

## ネット局
以下の各局は、個別に出典が掲示されてあるものを除き、1983年9月中旬 - 10月上旬の時点で本作を放送していた局である。いずれも日本テレビ系列フルネット局。
| 放送期間                  | 放送時間                            | 放送局         | 対象地域       | 備考   |
| ------------------------- | ----------------------------------- | -------------- | -------------- | ------ |
| 1983年7月1日 - 12月23日   | 金曜 17:30 - 18:00                  | 日本テレビ     | 関東広域圏     | 製作局 |
|                           |                                     | ミヤギテレビ   | 宮城県         |        |
|                           |                                     | 中京テレビ     | 中京広域圏     |        |
|                           |                                     | 広島テレビ     | 広島県         |        |
|                           |                                     | 西日本放送     | 岡山県・香川県 |        |
|                           |                                     | 熊本県民テレビ | 熊本県         |        |
| 1983年7月7日 - 12月29日   | 木曜 17:00 - 17:30                  | 札幌テレビ     | 北海道         |        |
| 不明                      |                                     | 福島中央テレビ | 福島県         |        |
|                           | 金曜 17:00 - 17:30                  | テレビ新潟     | 新潟県         |        |
|                           |                                     | 静岡第一テレビ | 静岡県         |        |
| ? - 1983年9月 9月30日 - ? | 日曜 7:00 - 7:30 金曜 17:00 - 17:30 | 読売テレビ     | 近畿広域圏     |        |
| 不明                      | 木曜 17:00 - 17:30                  | 福岡放送       | 福岡県         |        |

## 関連文献
- 『アニメーション年鑑 1984』小学館、1984年9月18日。